# پرینس تاگو
پرینس تاگو (انگلیسی: Prince Tagoe؛ زادهٔ ۹ نوامبر ۱۹۸۶) یک بازیکن فوتبال اهل غنا است.
وی همچنین در تیم ملی فوتبال غنا بازی کرده‌است.